# Noe Ramishvili
Noe Ramishvili (em georgiano: ნოე რამიშვილი; 1881 - 7 de dezembro de 1930) foi um político georgiano, primeiro primeiro-ministro do país. Foi um dos líderes da ala menchevique do Partido Operário Social-Democrata Russo, conhecido no partido pelos seus nomes de guerra Pyotr e Semyonov N.

## Vida Política
Ramishvili juntou-se ao partido em 1902, e logo tornou-se um porta-voz influente dos mencheviques. Após o golpe bolchevique de outubro de 1917 passou a ser um dos líderes do Soviete Nacional Georgiano e foi indicado, em 22 de abril de 1918, como Ministro do Interior da República Democrática Federativa Transcaucasiana, uma federação composta pela Geórgia, Armênia e Azerbaijão.
Em 26 de maio de 1918 a Geórgia se tornou um Estado independente, como República Democrática da Geórgia. Ramishvili foi eleito chefe de governo, cargo em que foi substituído por seu parceiro próximo, Noe Jordania, em 24 de julho de 1918. No novo governo, Ramishvili aceitou o cargo de Ministro do Interior e, a partir de março do ano seguinte, ocupou simultaneamente os cargos de Ministro da Educação e Ministro da Defesa. Foi criticado frequentemente pela oposição georgiana por sua reação enérgica contra os protestos realizados por camponeses, em 1918-19; porém seu papel em evitar revoltas bolcheviques em grande escala não pode ser desprezado. Após as forças soviéticas russas ocuparem o país em fevereiro-março de 1921, Ramishvili emigrou para a França, porém não interrompeu seus esforços para minar o que via como a ditadura bolchevique. Patrocinou os preparativos para a Revolta de Agosto de 1924, que terminou sem sucesso, e a qual seguiu-se uma série de repressões em massa à nobreza e intelectualidade do país.

Ramishvili foi um dos mais destacados líderes do movimento antissoviético Prometeísmo, originado na Polônia. Em 1930 foi assassinado em Paris por um espião bolchevique.